# عمار چکیک
عمار چکیک (انگلیسی: Amar Cekić؛ زادهٔ ۲۱ دسامبر ۱۹۹۲) بازیکن فوتبال اهل آلمان است.
از باشگاه‌هایی که در آن بازی کرده‌است می‌توان به باشگاه فوتبال روت‌وایس اسن اشاره کرد.